# Distichophyllidium muticum
Distichophyllidium muticum là một loài rêu trong họ Daltoniaceae. Loài này được Broth. & Paris mô tả khoa học đầu tiên năm 1911.